# Amoris laetitia
Amoris laetitia (Radost ljubavi) je postsinodalna apostolska pobudnica pape Franje koja se odnosi na pastoralnu skrb za obitelji. Datirana je 19. ožujka 2016., a objavljena 8. travnja 2016. godine. Uslijedila je nakon sinoda o obitelji održanih 2014. i 2015. godine.
Pobudnica obuhvaća širok raspon tema vezanih uz brak i obiteljski život, kao i suvremene izazove s kojima se suočavaju obitelji diljem svijeta. Potiče i duhovnike i laike da prate i brinu se za obitelji i druge u situacijama posebne potrebe. Amoris laetitia također uključuje prošireno promišljanje o značenju ljubavi u svakodnevnoj stvarnosti obiteljskog života. 
Nakon objave Amoris laetitia pojavila se kontroverza oko toga je li 8. poglavlje pobudnice promijenilo sakramentalnu disciplinu Katoličke Crkve u vezi s pristupom sakramentima pomirenja i euharistije za razvedene osobe koje su se ponovno civilno vjenčale.